# Séguédin (Tanghin-Dassouri)
Pour les articles homonymes, voir Séguédin.
Séguédin est une localité située dans le département de Tanghin-Dassouri de la province du Kadiogo dans la région Centre au Burkina Faso.

## Santé et éducation
Le centre de soins le plus proche de Séguédin est le centre médical (CM) de Tanghin-Dassouri tandis que les hôpitaux sont à Ouagadougou.
Le village possède une école primaire publique et un collège d'enseignement général (CEG) de deux classes.